# George Henry Boker
George Henry Boker, né le 6 octobre 1823 à Philadelphie et mort le 2 janvier 1890 à Philadelphie, est un écrivain américain. Il est considéré, avec Henry Wadsworth Longfellow, comme l'un des premiers écrivains américains à composer des sonnets.

## Œuvres

### Poésie
- The Lessons of Life, and other Poems (1848)
- Poems of the War (1864)
- Königsmark, The Legend of the Hounds and other Poems (1869)
- Sequence on Profane Love (1927)

### Théâtre
- Calaynos (1848)
- The Betrothal (1850)
- Anne Boleyn (1850)
- Leonor de Guzman (1853)
- Francesca da Rimini (1853)